# Stenopogon albociliatus
Stenopogon albociliatus là một loài ruồi trong họ Asilidae. Stenopogon albociliatus được Engel miêu tả năm 1929. Loài này phân bố ở vùng Cổ Bắc giới.